# Edward Charles Howard
Pour les articles homonymes, voir Howard.
Edward Charles Howard (né le 28 mai 1774 à Sheffield et mort le 27 septembre 1816), plus jeune fils du duc de Norfolk, est un chimiste britannique, également décrit comme "le premier ingénieur chimiste d'une certaine importance" (the first chemical engineer of any eminence).
En 1800, il reçoit la médaille Copley de la Royal Society pour ses travaux sur le mercure. Il découvre le fulminate de mercure, un puissant explosif. En 1813, il invente une technique de raffinement du sucre qui implique de faire bouillir le jus de canne non pas dans un chaudron ouvert mais dans un récipient fermé chauffé par la vapeur et gardé sous vide partiel. En effet, sous pression réduite, l'eau bout à une température moins élevée : ce développement permet d'une part d'économiser le carburant pour le feu et d'autre part de limiter la quantité de sucre perdue par caramélisation. Cette invention, connue sous le nom de poêle à vide d'Howard, est toujours en usage.
Il s'intéresse aussi à la composition des météorites, spécialement aux météorites ferreuses. Il découvre que beaucoup sont constituées d'un alliage de nickel et de fer qui n'existe pas sur Terre, et donc avaient dû tomber du ciel. Un type de météorite est baptisé howardite en son honneur.